# Protesty w Armenii i Górskim Karabachu (2022)
Protesty w Armenii i Górskim Karabachu – seria protestów antyrządowych, które trwały w największych miastach Armenii od kwietnia do września 2022 roku, zorganizowanych przez opozycję, która domagała się dymisji premiera Armenii – Nikola Pasziniana, w wyniku przegranej wojny w Górskim Karabachu w 2020 roku. Demonstracje ponownie wybuchły we wrześniu 2022 roku w Armenii i Górskim Karabachu, po ataku wojsk azerbejdżańskich na Armenię, gdzie najpierw przyjęły charakter antyrządowy, co spowodowane było słowami Nikola Pasziniana o niekorzystnym dla Armenii traktacie pokojowym z Azerbejdżanem, a później antyrosyjski w wyniku nieudzielenia pomocy Armenii przez Rosję i Organizacji Układu o Bezpieczeństwie Zbiorowym.

## Tło
W wyniku protestów opozycji z lat 2020–2021 20 czerwca 2021 roku odbyły się przedterminowe wybory parlamentarne w Armenii. Po wyborach partia Kontrakt Obywatelski Nikola Pasziniana zdobyła większość absolutną w parlamencie, a sam Paszinian zachował stanowisko premiera. Natomiast 13 marca 2022 r. Wahagn Chaczaturian został zaprzysiężony na nowego prezydenta Armenii.
Protesty rozpoczęły się na początku kwietnia 2022 r. w wyniku realizacji porozumienia o zawieszeniu broni w Górskim Karabachu z 2020 r. i potencjalnego traktatu pokojowego z Azerbejdżanem. Nikol Paszinian i prezydent Azerbejdżanu İlham Əliyev spotkali się w Brukseli 6 kwietnia 2022 roku na wspólnym szczycie zorganizowanym przez Radę Europejską. Podczas szczytu obaj przywódcy postanowili przygotować się do negocjacji w sprawie dwustronnego porozumienia pokojowego. Wśród protestujących i opozycji istniała obawa, że Arcach (ormiańska nazwa Górskiego Karabachu) zostanie wchłonięty przez Azerbejdżan w ramach potencjalnego porozumienia pokojowego.
Protestujący wezwali premiera Nikola Pasziniana, by podał się do dymisji, a rząd Armenii do udzielenia gwarancji bezpieczeństwa Arcachowi i zapewnienia, że terytorium nie zostanie przyznane Azerbejdżanowi.
Podczas przemówienia w Zgromadzeniu Narodowym Armenii 22 kwietnia 2022 r. Nikol Paszinian stwierdził: „Gdybyśmy mieli poddać Arcach, nie wydalibyśmy dziesiątek miliardów dramów, aby zapewnić powrót mieszkańców Arcachu do swoich domów po 44-dniowej wojnie. Nasza strategia w perspektywie krótko-, średnio- i długoterminowej jest następująca: zapewnić sytuację lub rozwiązanie, dzięki któremu mieszkańcy Arcachu będą nadal mieszkać w Arcachu".
23 maja 2022 r. Nikol Paszinian i İlham Əliyev spotkali się z przewodniczącym Rady Europejskiej Charlesem Michelem na trójstronnym spotkaniu w Brukseli. Tematem spotkania było pokojowe rozwiązanie konfliktu w Górskim Karabachu oraz dalszy rozwój relacji Armenii i Azerbejdżanu z Unią Europejską. Przywódcy zgodzili się na powołanie wspólnej komisji do spraw delimitacji granicy armeńsko–azerbejdżańskiej, otwarcie międzynarodowych połączeń transportowych i przygotowanie do podpisania przyszłego traktatu pokojowego. Przewodniczący Rady Europejskiej stwierdził dalej, że „należy zająć się prawami i bezpieczeństwem etnicznej ludności ormiańskiej w Karabachu”. Charles Michel potwierdził również, że UE będzie nadal wspierać rozwój gospodarczy obu krajów i wspierać długoterminowy pokój na Kaukazie.
16 czerwca 2022 r. opozycyjny „Ruch Oporu” ogłosił zakończenie codziennych protestów po tym, jak nie udało mu się osiągnąć poparcia społecznego. Posłowie opozycji, którzy od połowy kwietnia pomijali posiedzenia parlamentu, potwierdzili zakończenie bojkotu parlamentarnego.

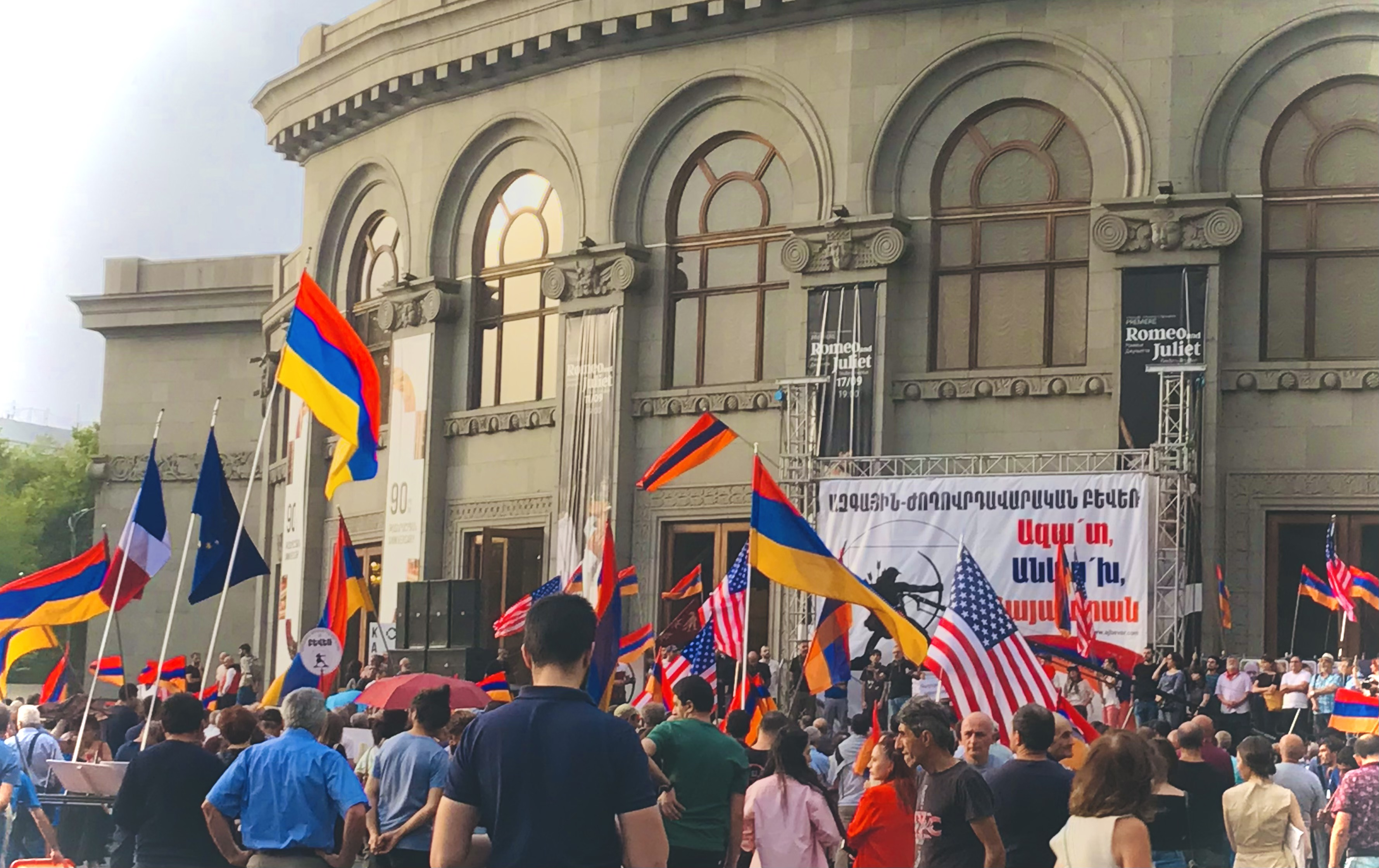
Protesty prozachodnie i antyrosyjskie w Erywaniu 21 września 2022 roku

12 września 2022 roku nastąpił atak wojsk azerbejdżańskich na Armenię, który przerodził się w starcia zbrojne na granicy obu państw. W ciągu dwóch dni walk zginęło blisko 300 żołnierzy po obu stronach, a kilkaset zostało rannych. Zginęło także 4 cywilów w Armenii. Premier Paszinian miał powiedzieć o traktacie pokojowym z Azerbejdżanem, który nie uwzględniał statusu Górskiego Karabachu, co wywołało protesty. Brak reakcji Rosji i nieudzielenie przez OUBZ wsparcia Armenii, mimo jej oficjalnych wezwań o pomoc, a następnie wizyta w Armenii Nancy Pelosi, amerykańskiej polityk i spikera Izby Reprezentantów Stanów Zjednoczonych, która okazała wsparcie dla Armenii i potępiła atak Azerbejdżanu na jej terytorium, spowodowała antyrosyjskie i prozachodnie demonstracje.

## Protesty

### Kwiecień
25 kwietnia kilku członków opozycyjnej partii Sojusz na rzecz Armenii (której lider Robert Koczarian wywodzi się z tzw. klanu karabachskiego rządzącego Armenią do 2018 roku) rozpoczęło marsz z miasta Iczewan do Erywania. 
26 kwietnia również grupa obywateli ze wsi Tigranaszen (prowincja Ararat) rozpoczęła marsz do Erywania. Tego samego dnia wieczorem w Erywaniu protestujący przeszli przez centrum miasta, a policja zatrzymała 10 uczestników marszu.
27 kwietnia protestujący zablokowali kilka skrzyżowań w centrum Erywania. Rano protestujący zablokowali na jakiś czas drogę Asztarak–Wagharszapat. W ciągu dnia zatrzymano 18 protestujących.
28 kwietnia rozpoczęły się kolejne marsze opozycji w Erywaniu. 

### Maj
4 maja protestujący zablokowali główne drogi w Erywaniu. Kilka wieców odbyło się również przed parlamentem. 10 maja w Erywaniu aresztowano 61 protestujących.
15 maja władze Armenii ujawniły plany normalizacji stosunków z Azerbejdżanem. Minister spraw zagranicznych Armenii Ararat Mirzojan stwierdził, że w propozycjach Azerbejdżanu nie ma nic niedopuszczalnego, ale podkreślił, że prawa i wolność obywateli Republiki Arcach muszą być respektowane. Armenia wystąpiła również o zorganizowanie negocjacji pokojowych przez Mińską Grupę OBWE.
16 maja aresztowano 91 protestujących.
18 maja protestujący zakłócili obsługę metra w Erywaniu, powodując zatrzymanie pociągów.
23 maja, podczas ceremonii otwarcia Mistrzostw Europy w boksie amatorskim mężczyzn w Erywaniu, na scenę wbiegło dwóch protestujących, którzy wymachiwali flagą Arcachu.
24 maja na granicy spotkały się delegacje armeńska i azerbejdżańska, aby omówić proces pokojowy. Tego samego dnia protestujący zablokowali wejście do MSZ, próbując uniemożliwić pracownikom wejście do budynku.
31 maja w Erywaniu zatrzymano 100 demonstrantów.

### Czerwiec
3 czerwca protestujący starli się z policją w Erywaniu. Demonstranci rzucali w policję kamieniami i butelkami, po czym policja użyła granatów ogłuszających. 34 policjantów trafiło do szpitala, a 16 cywilów zostało rannych.
9 czerwca opozycja zorganizowała protest przed MSZ w Erywaniu, a dzień później przed pałacem prezydenckim.

### Wrzesień

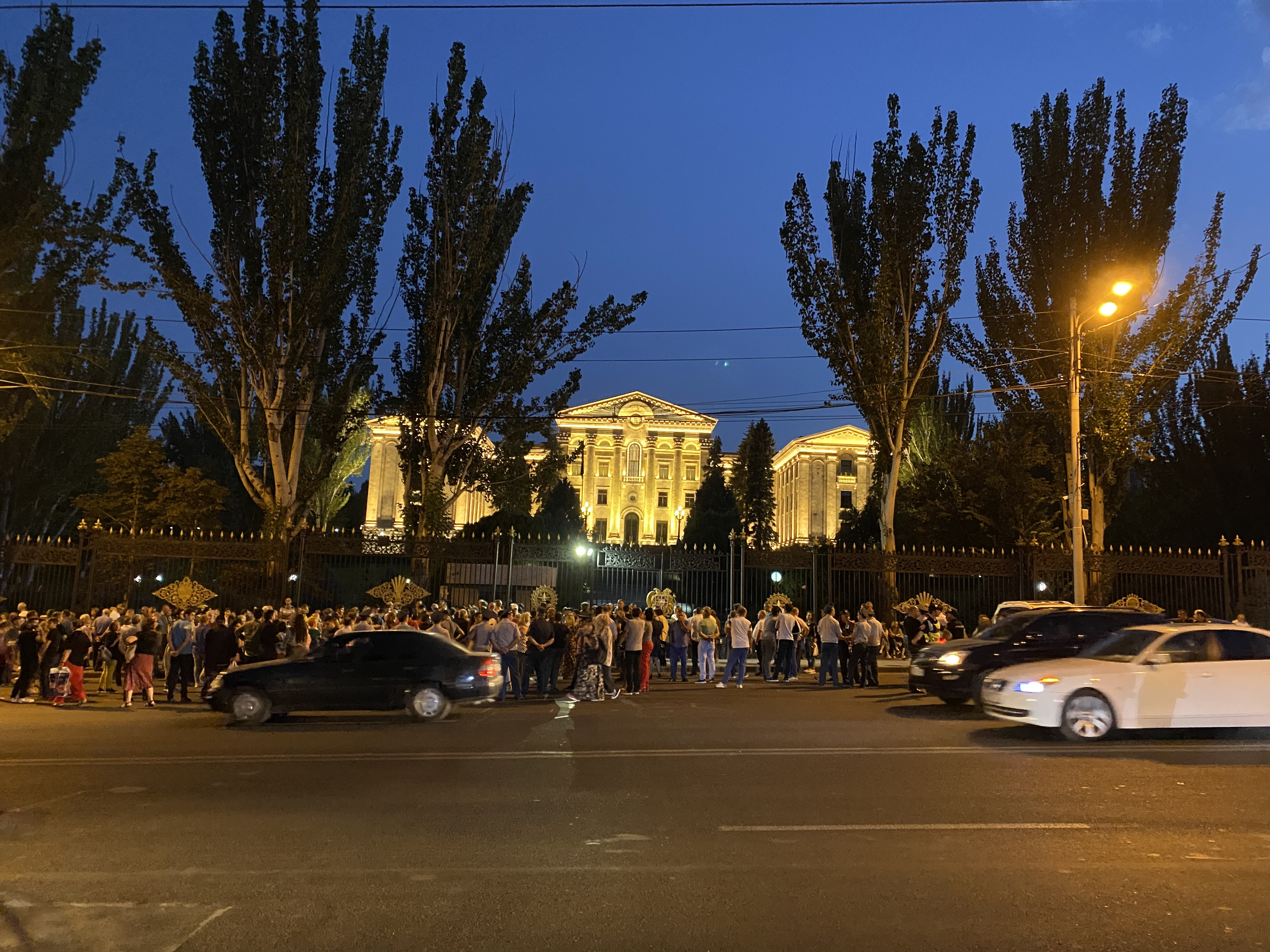
Protest przed Zgromadzeniem Narodowym Armenii w Erywaniu (14 września 2022)

Wieczorem 14 września przed budynkiem rządu w Erywaniu, oraz w Stepanakercie zebrały się kilkutysięczne tłumy domagające się rezygnacji ze stanowiska szefa rządu, który według demonstrantów chciał podpisać niekorzystny dla Armenii traktat pokojowy z Azerbejdżanem. Nikol Paszinian miał stwierdzić, że „Chcemy podpisać dokument, w wyniku którego zostaniemy skrytykowani, wyklęci, nazwani zdrajcami… ludzie mogą nawet zdecydować się na odsunięcie nas od władzy. Ale będziemy wdzięczni, jeśli w wyniku tego Armenia otrzyma trwały pokój i bezpieczeństwo na obszarze 29 800 km²”, później zdementował te informacje, jednak nie uspokoiło to protestów. W wypowiedzi o bezpieczeństwie Armenii nie uwzględnił statusu Górskiego Karabachu, co stało się główną przyczyną protestów. W Erywaniu protestujący próbowali zdjąć szlaban i dostać się do budynku parlamentu, ale uniemożliwiły im to władze. Jedna z liderek opozycji, Karin Tonojan, wezwała protestujących do rozpoczęcia blokowania budynków rządowych, a także wezwała do ogólnokrajowego strajku. Były minister obrony Armenii Sejran Ohanian poinformował, że 35 deputowanych Zgromadzenia Narodowego Armenii podpisało się pod wnioskiem o rozpoczęcie procedury usunięcia Pasziniana z urzędu. Protesty wybuchły również w drugim co do wielkości mieście Armenii – Giumri, uczestnicy zablokowali m.in. główną aleję miasta. 
Na kolejne dni opozycja zapowiadała blokadę budynków rządowych. 15 września protesty były kontynuowane, a w Stepanakercie zgromadziło się 4000 protestujących.
W dniach 17–18 i 21 września 2022 roku nastąpiły kolejne protesty w Erywaniu, które przybrały charakter prozachodni i antyrosyjski. Uczestnicy żądali opuszczenia przez ich kraj Organizacji Układu o Bezpieczeństwie Zbiorowym. Argumentowali to tym, że sojusz nie interweniował podczas ataku Azerbejdżanu, mimo oficjalnych wezwań Armenii o pomoc. Demonstracje przyciągnęły 2000–2500 osób.